# Nergal-ušezib
Nergal-ušezib, prvotno Šuzub, je bil babilonski plemič, katerega so za babilonskega kralja leta 694 pr. n. št. postavili Elamiti po umoru prejšnjega babilonskega kralja Ašur-nadin-šumija, sina Sanheriba Asirskega. 
Nergal-ušezib je vladal malo več kot eno leto. Sanherib je kmalu po sinovi smrti sprožil vojno proti Babiloniji in maščeval njegovo smrt. V bitki pri Nipurju septembra 693 pr. n. št. je porazil Nergal-ušeziba in ga ujel.  Njegova kasnejša usoda ni znana. Nasledil ga je kaldejski princ Mušezib-Marduk, ki je nadaljeval odpor  proti Asiriji.

## Sklica
1. ↑  Albert Kirk Grayson: Assyrian and Babylonian Chronicles.
2. ↑   I.E.S. Edwards, E. Sollberger, N.G.L. Hammond: The Cambridge Ancient History, Volume 3, Part 2, uredil John Boardman.

| Nergal-ušezib Deseta babilonska dinastija |                                      |                           |
| Vladarski nazivi                          |                                      |                           |
| Predhodnik: Ašur-nadin-šumi               | Kralj Babilonije 694-693 pr. n. št.. | Naslednik: Mušezib-Marduk |